# Laqueado japonés
El laqueado japonés es una amplia categoría de artes decorativas, ya que la laca ha sido utilizada en pinturas, impresiones, y sobre una variedad de objetos desde estatuas budistas hasta cajas para alimento (bentō).

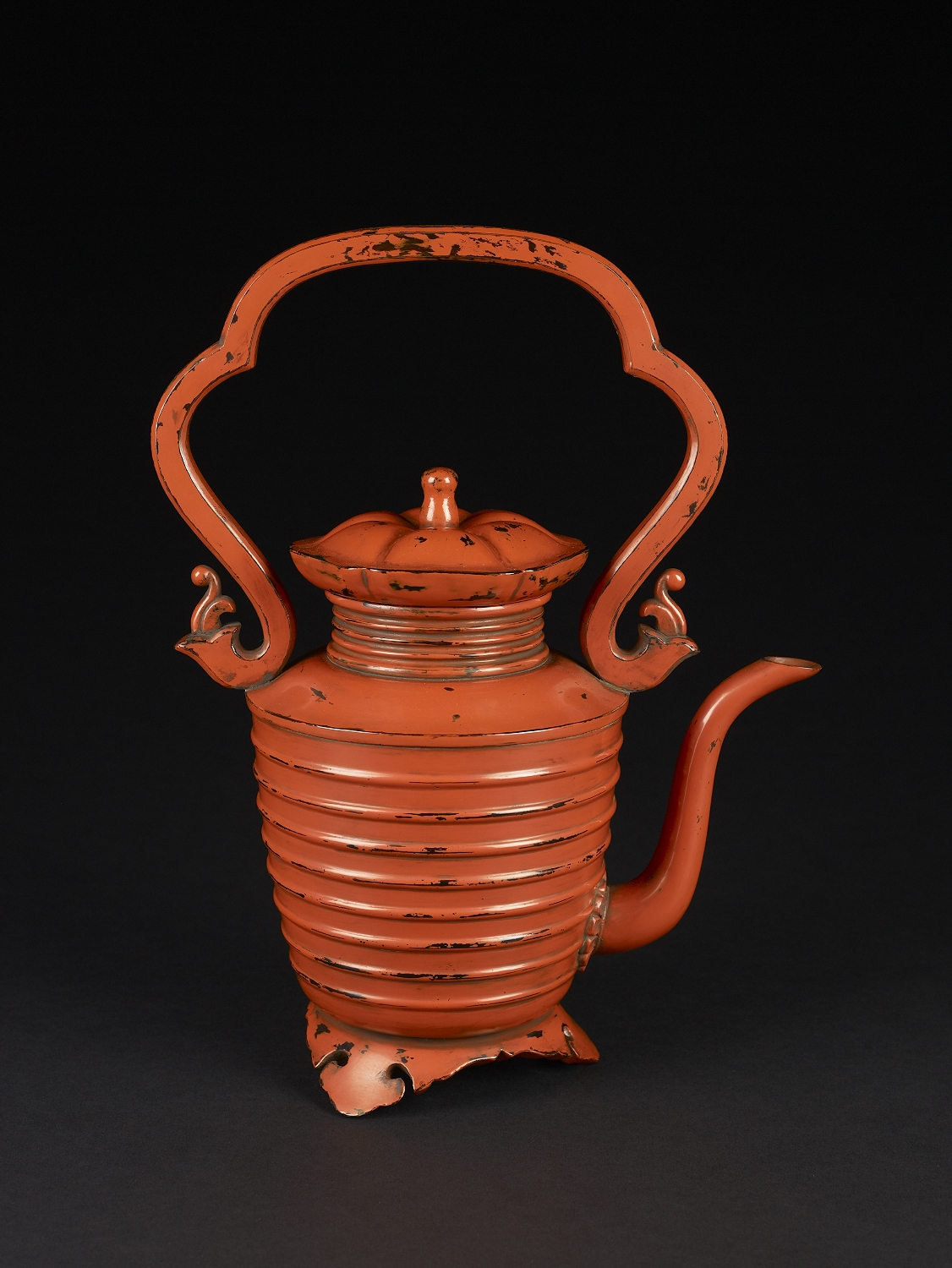
Tetera estilo Negoro de Japón. La laca roja se desgasta y desaparece gradualmente con el uso, produciendo el efecto de envejecimiento natural por el cual estas piezas son muy valoradas. Este ejemplo se encuentra en el Museo de Arte de Birmingham.

En el idioma japonés se utilizan diversos términos para hacer referencia a laqueado. Shikki (漆器) significa ‘elementos de laca’ en sentido literal, mientras que nurimono (塗物) significa ‘elementos recubiertos’, y urushi-nuri (漆塗) significa ‘cubierta de laca’.
La savia del árbol de laca, en la actualidad denominada «laca a base de urushiol» ha sido utilizada tradicionalmente en Japón. Debido a que la sustancia es venenosa al tacto hasta que se seca, su uso ha estado en manos exclusivas de artesanos debidamente formados.
Se han encontrado elementos que indican que la laca se ha utilizado en Japón desde el año 7.000 a. C., la evidencia más antigua corresponde al período Jōmon. Dicha evidencia se descubrió en el sitio de excavación Kakinoshima «B» en el poblado Minamikayabe (北海道の南茅部町の垣ノ島B遺跡) de Hokkaidō. Numerosas artesanías y artes industriales tradicionales utilizados en la historia de Japón han recibido influencias de China, y a lo largo de los siglos han sido objeto de diversas influencias e innovaciones estilísticas. Durante el período Edo (1603-1868) se incrementó el cultivo de árboles de laca y el desarrollo de las técnicas para su uso. En el siglo XVIII las lacas coloreadas ganaron amplia difusión y uso.

## Técnicas y procesos
Al igual que en otros países donde se utilizan técnicas de laqueado, el proceso es bastante básico. Se da forma a un objeto a partir de madera, a veces cuero, papel o cestería. La laca se aplica para sellar y proteger el objeto, y luego se aplican motivos de decoración. Por lo general se aplican tres capas (capa base, capa intermedia, y capa final), la capa final por lo general es de una laca clara en vez de laca negra, para que se luzcan las decoraciones.
Junto con las lacas rojas y negras, es común observar el uso de incrustaciones, a menudo nácar, conchas marinas o materiales similares, como también mica u otros materiales. El uso de polvo de oro denominado maki-e, es un elemento decorativo muy utilizado.
Algunos ejemplos de técnicas tradicionales son:
- Ikkanbari (一閑張), también denominada harinuki (張貫) es una técnica común utilizada para producir utensilios para el té. Inventada por Hiki Ikkan a comienzos del siglo XVII, el proceso se basa en la aplicación de capas de laca a papel alojado en un molde.
- Iro-urushi (色漆), literalmente ‘laca de color’, fue creada agregando pigmentos a una laca clara. Las limitaciones en cuanto a los pigmentos naturales disponibles hicieron que hasta el siglo XIX solamente hubiese cinco colores (rojo, negro, amarillo, verde y marrón); luego se realizaron algunas innovaciones, junto con el agregado de pigmentos artificiales traídos de occidente. Shibata Zeshin fue un importante innovador en este campo, no solo utilizando color sino otras substancias mezcladas con la laca para producir una amplia gama de efectos, incluido el aspecto simulado de metales preciosos, los cuales se encontraban sumamente restringidos por dicha época en cuanto a su uso artístico debido a las preocupaciones del gobierno sobre excesos y extravagancias.
- Shunkei-nuri (春慶塗), se supone que fue desarrollada por un monje en el siglo XIV llamado Shunkei, fue un método popular en el siglo XVII el mismo utiliza laca clara para permitir que se observe el aspecto natural de la madera del objeto.

## Formas regionales
Al igual que con la mayoría de las artes tradicionales, a lo largo del tiempo fueron surgiendo diversas variaciones producto de la evolución y desarrollos de los distintos centros de producción basados en sus técnicas y estilos propios.
- Los utensilios Aizu fueron fabricados a finales del siglo XVI, y tuvieron su apogeo en el período Meiji. Una de las técnicas Aizu es la de grabar los diseños o imágenes en la superficie de la laca, y luego rellenar las marcas con oro u otros materiales. Otras técnicas propias del Aizu son el pulido de diversas arcillas en el proceso.
- Los utensilios de laca de Jōhana se caracterizan por utilizar maki-e y mitsuda-e (decoración con oro y plomo, respectivamente), y por el uso de laca blanca o blanquecina.
- Los utensilios de laca Negoro fueron fabricados en el complejo de templos Negoro-ji en la provincia de Izumi. Las capas de laca roja en los utensilios Negoro están diseñados de manera que la capa de laca exterior se desgaste gradualmente con el uso, descubriendo la laca negra que se encuentra debajo. Este efecto ha sido emulado y copiado en otras regiones y países.
- Los utensilios de laca Ryukyuan, aunque a menudo son incluidos entre los diversos tipos de laqueado japonés, en realidad se desarrollaron de forma muy independiente, con fuertes influencias de China y el sureste asiático, ya que las islas Ryūkyū recién estuvieron bajo el poder de Japón a partir de 1609.
- Los utensilios Tsugaru tienen una técnica que aparentemente fue desarrollada por Ikeda Gentarō a finales del siglo XVII; se utilizan múltiples capas de colores para crear un efecto a muy colorido.
- Los utensilios Wakasa son fabricados con múltiples colores, y la inclusión de cáscara de huevo, rice chaff, u otros materiales en las capas bases. También se utilizan láminas de plata u oro, y sellado bajo una capa de laca transparente.